# Pileolum
Pileolum is een geslacht van rechtvleugeligen uit de familie Pyrgomorphidae. De wetenschappelijke naam van dit geslacht is voor het eerst geldig gepubliceerd in 1917 door Bolívar.

## Soorten
Het geslacht Pileolum  is monotypisch en omvat slechts de volgende soort:
- Pileolum kirbyi (Bolívar, 1917)